# ゲンディ・タルタコフスキー

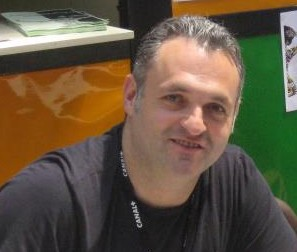
2012年,アヌシー国際アニメーション映画祭にて

ゲンディ・タルタコフスキー（Genndy Tartakovsky、ロシア語: Геннадий Борисович Тартаковский,、1970年1月17日 - ）はアメリカ合衆国のアニメーター。主な作品は「デクスターズラボ」、「サムライジャック」、「モンスター・ホテル」シリーズ。
彼の名前である"Геннадий"は本来ゲンナージーおよびゲンナジー（Gennady もしくは Gennadiy）と訳されるが、アメリカ合衆国に移住する際、ゲンディに改名した。

## 略歴
モスクワにて、ユダヤ系の両親のもとに生まれた。父は役人やアイスホッケーソビエト連邦代表を相手とする歯科医だった。父は厳格で時代遅れな人物だったが、父との関係は特別であると、のちにゲンディは振り返っている。
その後イタリアへ移住し、隣人のドイツ人一家の娘に影響され、絵を描くようになった。反ユダヤ主義の懸念から 、ゲンディは7歳の時に家族とともにアメリカ合衆国へ移住した。
そこでゲンディは初めてスーパーフレンズの漫画を購入し、漫画の世界へと導かれた。一方で学校では外国人として見なされることが多く、高校2年生までは落ち着いた学校生活を送れなかったと後に振り返っている。父の死後、一家は政府が援助する住宅へ引っ越し、ゲンディは働きながら学校に通った。
カリフォルニア芸術大学に入学し、アニメーションの技能を磨いた。大学で同級のクレイグ・マクラッケンに出会って以来、一緒に制作するようになる。すでに入社していたマクラッケンの紹介でハンナ・バーベラ・プロダクション（現カートゥーン・ネットワーク・スタジオ）に入社し、デクスターズラボやサムライジャック、パワーパフガールズを制作した。
カリフォルニア芸術大学時代の友人には他にロブ・レンゼッティがいる。
2011年に、カートゥーンネットワークを辞め、ソニー・ピクチャーズ・アニメーションへ移籍した。2012年、長編映画初監督となる『モンスター・ホテル』が公開された 。

## 参加作品

### テレビアニメ
- タイニー・トゥーンズ（1990年-1995年）アシスタントアニメーター
- バットマン（1992年-1998年）動画
- トゥーストゥーピッドドッグス（1993年-1995年）絵コンテ・演出・アニメーションディレクター
- The Critic（1994年-1995年）作画タイミング
- デクスターズラボ（1995年-1998年/2001年-2003年）原作・総監督・録音監督・絵コンテ・演出・アニメーションディレクター
- パワーパフガールズ（1998年-2004年）スーパーバイジングプロデューサー(シーズン4まで)・録音監督・絵コンテ・演出
- デクスターズラボ エゴトリップ（1999年）原作・監督・スーパーバイジングプロデューサー・録音監督・脚本・絵コンテ・作画監督
- ビリー&マンディ パイロット版（1999年）スーパーバイジングプロデューサー
- サムライジャック（2001年-2004年）原作・監督・プロデューサー・脚本&ストーリーボード・演出
- 原始家族フリントストーンのレッツ・ロカプルコ（2001年）スーパーバイジングプロデューサー
- スター・ウォーズ クローン大戦（2003年-2005年）監督・プロデューサー・脚本・演出・レイアウト原画
- Korgoth of Barbaria（2006年）アニメーションディレクター
- Sym-Bionic Titan（2010年-2011年）原作・監督・録音監督・脚本・絵コンテ・アニメーションディレクター
- スティーブン・ユニバース パイロット版（2013年）タイミングディレクター
- サムライジャック シーズン5（2017年）原作・監督・録音監督・脚本&ストーリーボード・演出
- Primal（英語版）（2019年-）原作・監督・録音監督・脚本&ストーリーボード・製作総指揮
- Unicorn: Warriors Eternal（英語版）（2023年）監督・録音監督・脚本&ストーリーボード・製作総指揮

### 劇場アニメ
- パワーパフガールズ・ムービー（2002年）作画監督
- モンスター・ホテル（2012年）監督
- おやすみなさい、お客様（2012年）監督・作画 ※短編
- モンスター・ホテル2（2015年）監督
- モンスター・ホテル クルーズ船の恋は危険がいっぱい?!（2018年）監督
- モンスター・ホテル 変身ビームで大パニック!（2022年）脚本

### その他
- Dudley's Classroom Adventure（1991年）作画
- ウーパスガールズ（1992年）サンクス
- How to Eat Fried Worms（2006年）アニメーションパート演出・レイアウト原画
- アイアンマン2（2010年）ストーリーボード
- プリースト（2011年）プロローグアニメーション